# Marcellus (Name)
Marcellus ist ein aus dem Lateinischen stammender männlicher Vorname, von dem aus mehrere Varianten entstanden, sowohl männliche als auch weibliche, sowie auch Familiennamen. Der weibliche Name ist Marcella.

## Herkunft und Bedeutung
Die genaue Herkunft des Namens lässt sich aufgrund des Alters nicht ermitteln. Nach Plutarch (Marcellus 1, 1), der sich auf Poseidonios beruft, bedeutet der Name „zu Mars gehörig“ (altgriechisch Ἀρήϊον). Derselben Quelle zufolge war angeblich Marcus Claudius Marcellus, Sohn des Marcus, erster Träger des Namens. Eine Herleitung als Diminutiv von Marcus scheint daher möglich. Auch in diesem Fall wäre eine Verbindung zu Mars gegeben.
In historischer Zeit diente Marcellus nur als Cognomen, vor allem in der gens der Claudier. In der nachlateinischen Zeit wurde und wird der Name als Vorname verwendet. Der Name Marcellus wird heute noch selten im englisch- und deutschsprachigen Raum vergeben.

## Gedenktag
In der Liturgie gibt es die folgenden Gedenktage:
- 16. Januar hl. Marcellus I.
- 30. Oktober (katholisch) und 28. Oktober (evangelisch) hl. Marcellus von Tanger

## Varianten

### Männlich
- Cellino (italienisch)
- Marcel (französisch; auch deutsch und polnisch)
- Marcell (ungarisch)
- Marcelliano (italienisch)
- Marcelino (span.), Marcellino (ital.), Marcelinho (portug.)
- Marceli (polnisch)
- Marcellianus (lateinisch)
- Marcellin (französisch)
- Marcellinus (lateinisch)
- Marcello (italienisch, portugiesisch)
- Marcelo (spanisch, portugiesisch[brasilianisch])
- Markell
- Marzel (deutsch)
- Marzell (deutsch)

### Weiblich
- Marcela (polnisch)
- Marcella
- Marcelle
- Marcellina (italienisch)

### Andere Schriftsysteme
- Chinesisch: 玛切罗斯
- Arabisch: مارسيلو
- Russisch: Марчелло
- Japanisch: マセルス
- Hindi: मर्चेल्लो
- Telugu: మరెచ్లొల్
- Panjabi: ਮਰ੍ਚੇਲ੍ਲੋ
- Kannada: ಮರೆಚ್ಲೊಲ್

## Selige und Heilige
- Marcellus I., Papst
- Marcellus II. (1501–1555), Papst

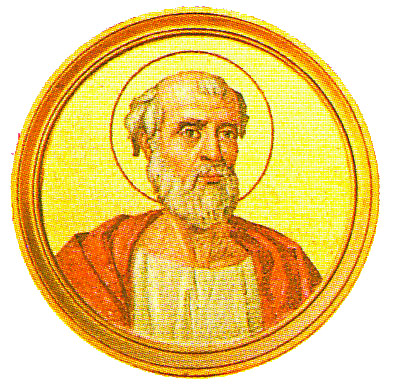
Papst Marcellus I. (heilig)

- hl. Marcellus von Paris († 436), Bischof und Schutzpatron von Paris
- hl. Marcellus, Bischof von Die
- hl. Marcellus, Abt von Konstantinopel
- hl. Marcellus von Tanger
- hl. Marcellus von Spoleto
- hl. Marcellus († 178), Märtyrer in Gallien

## Bekannte Namensträger

### Vorname
- Marcellus I. († 309), Papst
- Marcellus von Ancyra († 374), Bischof von Ancyra
- Marcellus Tegalianus, angeblicher zweiter Doge Venedigs
- Marcellus II. (1501–1555), Papst
- Marcellus Schiffer (1892–1932), deutscher Grafiker, Maler, Chansontexter und Librettist
- Marcellus Stearns (1839–1891), US-amerikanischer Politiker

### Römische Namensträger
- Marcellus (Präfekt von Judäa) (1. Jh.), Präfekt Roms in Judäa
- Marcellus (Heermeister) (4. Jh.), römischer Heermeister
- Marcellus (Gegenkaiser) († 366), römischer Gegenkaiser
- Marcellus (Empiricus) (4./5. Jh.), römischer Schriftsteller und Beamter, Verfasser eines Werks Über Heilmittel
- Marcellus (Usurpator), weströmischer Usurpator, erhob sich vermutlich 457 gegen Kaiser Majorian

- Gaius Aufidius Marcellus, römischer Konsul 226
- Quintus Caecilius Marcellus Dentilianus, römischer Statthalter
- Gaius Catius Marcellus, römischer Suffektkonsul 153
- Gaius Claudius Marcellus (Konsul 50 v. Chr.) († 40 v. Chr.), römischer Politiker, Konsul 50 v. Chr.
- Gaius Claudius Marcellus (Konsul 49 v. Chr.) (* vor 92 v. Chr.), römischer Politiker, Konsul 49 v. Chr.
- Gaius Marius Marcellus Octavius Publius Cluvius Rufus, römischer Suffektkonsul 80
- Gaius Nasennius Marcellus, römischer Militär im späten 1. und frühen 2. Jahrhundert
- Gaius Quinctius Certus Poblicius Marcellus, römischer Suffektkonsul 120
- Lucius Neratius Marcellus, römischer Senator und Politiker
- Marcus Asinius Marcellus (Konsul 54), römischer Konsul
- Marcus Asinius Marcellus (Konsul 104), römischer Konsul
- Marcus Campanius Marcellus, römischer Offizier (Kaiserzeit)
- Marcus Claudius Marcellus (Konsul 331 v. Chr.), römischer Politiker
- Marcus Claudius Marcellus (Konsul 287 v. Chr.), römischer Politiker
- Marcus Claudius Marcellus (Feldherr) (genannt das Schwert Roms; um 268 v. Chr.–208 v. Chr.), römischer Politiker und General
- Marcus Claudius Marcellus (Konsul 196 v. Chr.) († 177 v. Chr.), römischer Politiker, Zensor 189 v. Chr.
- Marcus Claudius Marcellus (Konsul 183 v. Chr.) († 169 v. Chr.?), römischer Politiker
- Marcus Claudius Marcellus (Konsul 166 v. Chr.) (um 208 v. Chr.–148 v. Chr.), römischer Politiker und Feldherr, Konsul 166 v. Chr., 155 v. Chr. und 152 v. Chr.
- Marcus Claudius Marcellus (Prätor), römischer Feldherr
- Marcus Claudius Marcellus (Konsul 51 v. Chr.) (95 v. Chr.?–45 v. Chr.), römischer Politiker
- Marcus Claudius Marcellus (Neffe des Augustus) (42 v. Chr.–23 v. Chr.), Neffe und Schwiegersohn des Augustus
- Marcus Claudius Marcellus Aeserninus (vor 78 v. Chr.–nach 17 v. Chr.), römischer Politiker, Konsul 22 v. Chr.
- Marcus Flaccinius Marcellus, römischer Offizier (Kaiserzeit)
- Marcus Granius Marcellus, Prokonsul von Bithynien (14/15 n. Chr.)
- Marcus Porcius Marcellus, römischer Offizier (Kaiserzeit)
- Marcus Vitorius Marcellus, römischer Suffektkonsul 105
- Marcus Ulpius Marcellus, römischer Offizier (Kaiserzeit)
- Publius Aelius Marcellus (Primus pilus), römischer Offizier (Kaiserzeit)
- Publius Fulcinius Vergilius Marcellus, römischer Offizier (Kaiserzeit)
- Quintus Pomponius Rufus Marcellus, römischer Suffektkonsul 121
- Servius Cornelius Dolabella Metilianus Pompeius Marcellus, römischer Suffektkonsul 113
- Sextus Varius Marcellus, Vater des römischen Kaisers Elagabal
- Tiberius Claudius Marcellus, römischer Offizier (Kaiserzeit)
- Titus Clodius Eprius Marcellus († 79), römischer Politiker
- Ulpius Marcellus, römischer Jurist

### Familienname
- Johannes Marcellus (1510–1552), deutscher Philologe und Poet
- Lodoïs de Martin du Tyrac, Comte de Marcellus (1795–1861), französischer Diplomat, Reisender und Gräzist
- Antonius Marcellus, Pseudonym des Reiseschriftstellers und Journalisten Emil Reimers (* 1912)